# Kantoor van de Handelsvereeniging Amsterdam
Het kantoor van de Handelsvereeniging Amsterdam, in Surabaya, Indonesië, is gebouwd in 1925 naar een ontwerp van Eduard Cuypers en Henri Estourgie.
De Handelsvereeniging Amsterdam kocht in 1919 de grond waarop ze het kantoorgebouw wilde realiseren. De bouw, die uitgevoerd werd door de Hollandsche Beton Maatschappij, was in 1925 gereed, de opening vond plaats op 18 april. Het werd beschouwd als een 'sieraad voor de stad'

## Ontwerp en gebruik
Het pand in de vorm van een U, is ontworpen met tal van oosterse details in de vorm van bogen, kapitelen en de pilaren. De galerijen aan de binnen- en buitenzijde van het pand zorgen voor een koeler binnenklimaat. Dat een gebouw aan zowel de binnen- als de buitenkant galerijen had was vrij uniek. De begane grond ligt twee meter boven het maaiveld en de ruimte eronder, het souterrain, werd gebruikt als opbergruimte. Het vloeroppervlak was ingedeeld in gelijke compartimenten waarvan de scheidingswanden verplaatst konden worden. Hierdoor was het mogelijk om indelingen aan te passen wanneer dat gewenst was. In het midden heeft het gebouw een verticaal bouwdeel dat naar voren steekt. Hier bevindt zich ook een onderdoorgang en de hoofdingang. Via een monumentale trap kwam men in een hal waar de loketten van de bestelafdeling en de kas aan grensden. Andere afdelingen die zich op de begane grond begaven waren de technische afdeling, de topografische afdelingen, de kluis en geldkistjes en de eetzalen. In de hal bevindt zich ook een trap naar de eerste verdieping. Op de eerste etage bevond zich onder andere het secretariaat, de afscheepafdeling, de suikerafdeling en de directie.
De gevel is afgewerkt met kunstgraniet in plaats van het gebruikelijke witte pleisterwerk.

## Kunstwerken
Het gebouw was verfraaid met meerdere kunstwerken. Aan de voorgevel hing een door Cuypers ontworpen klok. Meerdere reliëfs, zoals een voorstelling van Arbeid en de Vruchten van de Arbeid waren gemaakt naar het ontwerp van W.O.J. Nieuwenkamp en geproduceerd door De Porceleyne Fles in Delft. Ook waren er reliëfs met erop afgebeeld de verschillende fases van de suikerproductie, vanaf het planten tot de verscheping van het suiker en panelen met het kantoor in Amsterdam en het oude kantoor van Surabaya. Het glas-in-loodraam met een voorstelling van de komst van de eerste Hollanders in Banten, dat in de hal hing, was ook het ontwerp van Nieuwenkamp. Het was uitgevoerd door de firma Schouten uit Delft.

## Andere eigenaren
Na de nationalisering van de activiteiten van de Handelsvereeniging Amsterdam in Indonesië in 1958 is het gebouw in bezit gekomen van de PPN, het Plantage Staatsbedrijf. Na een aantal fusies heet het bedrijf sinds 1996 PT Perkebunan Nusantara XI (Persero) en wordt het gebouw ook wel het PTPN XI Building genoemd.

## Afbeeldingen

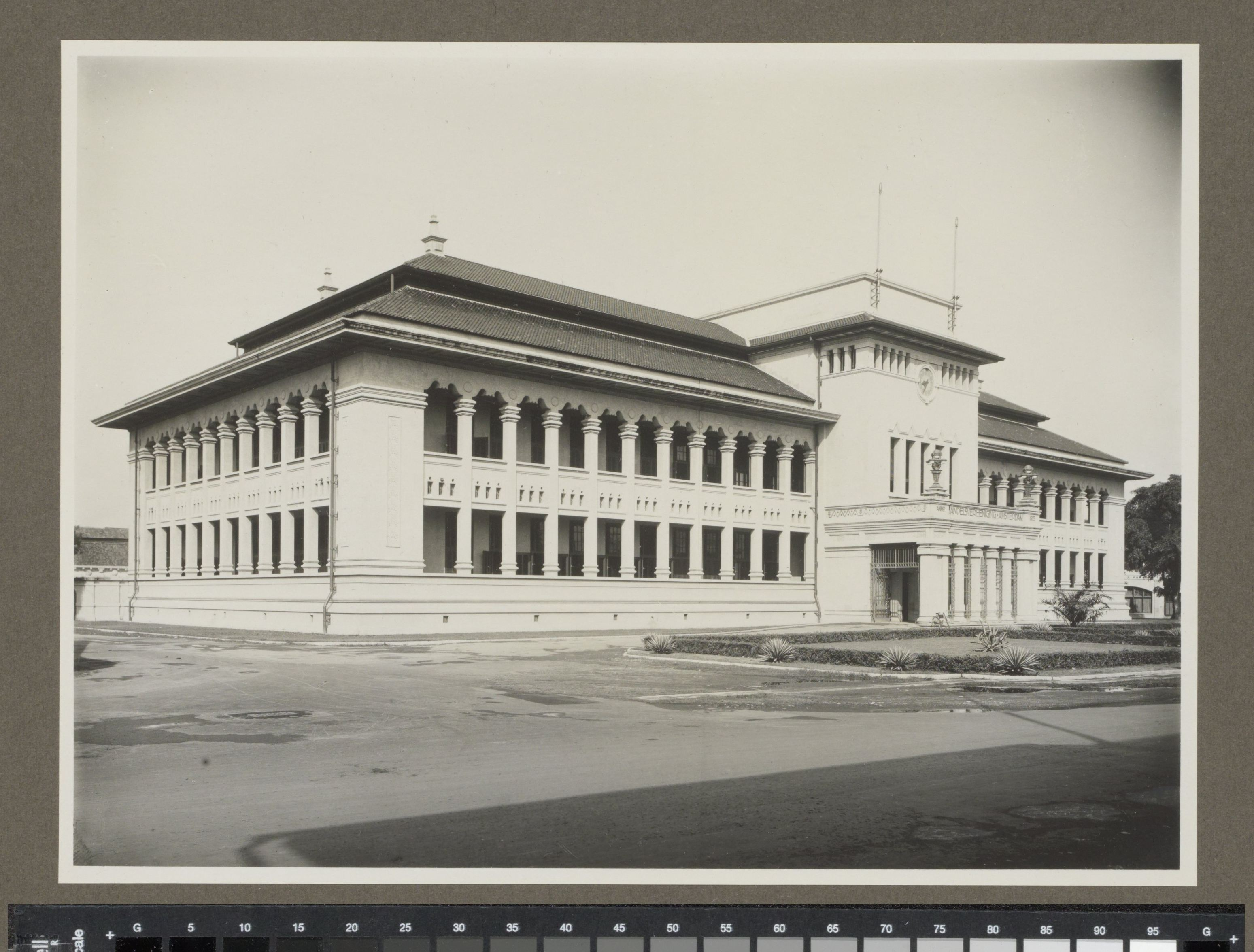
HVA gebouw tussen 1925 en 1931
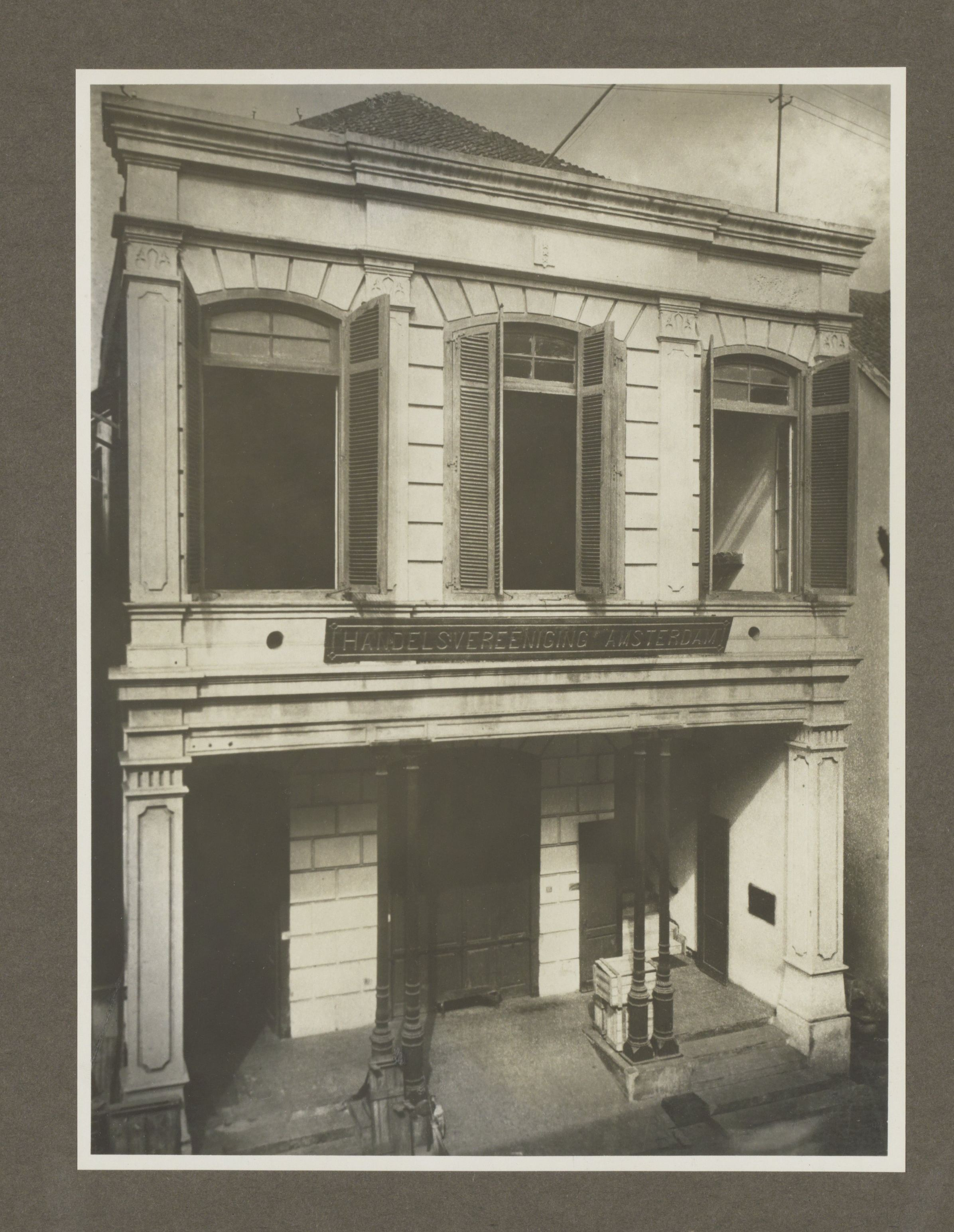
Voormalig gebouw van de HVA in Surabaya, tussen 1910 en 1922
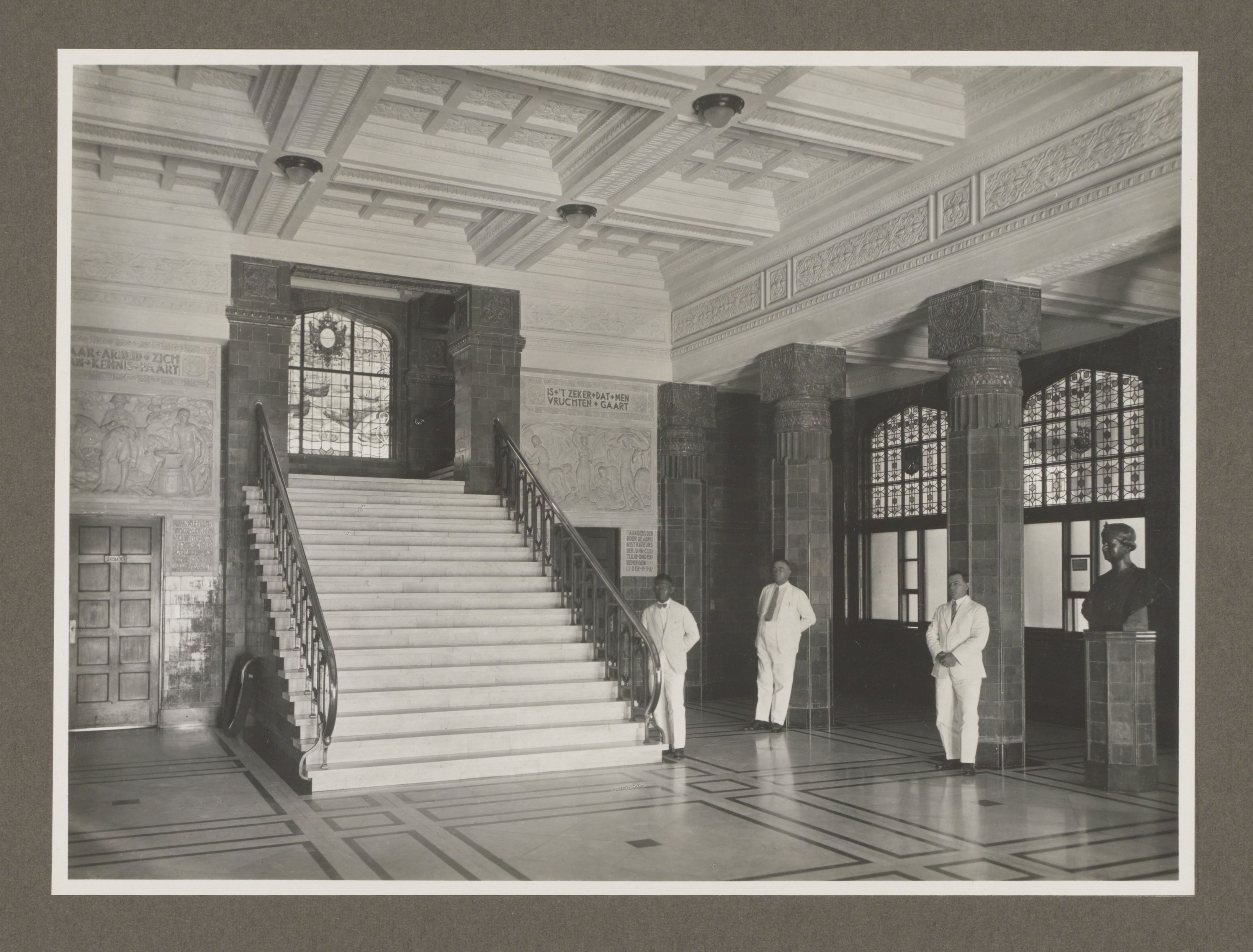
De hal met de trap naar de eerste verdieping, 1931
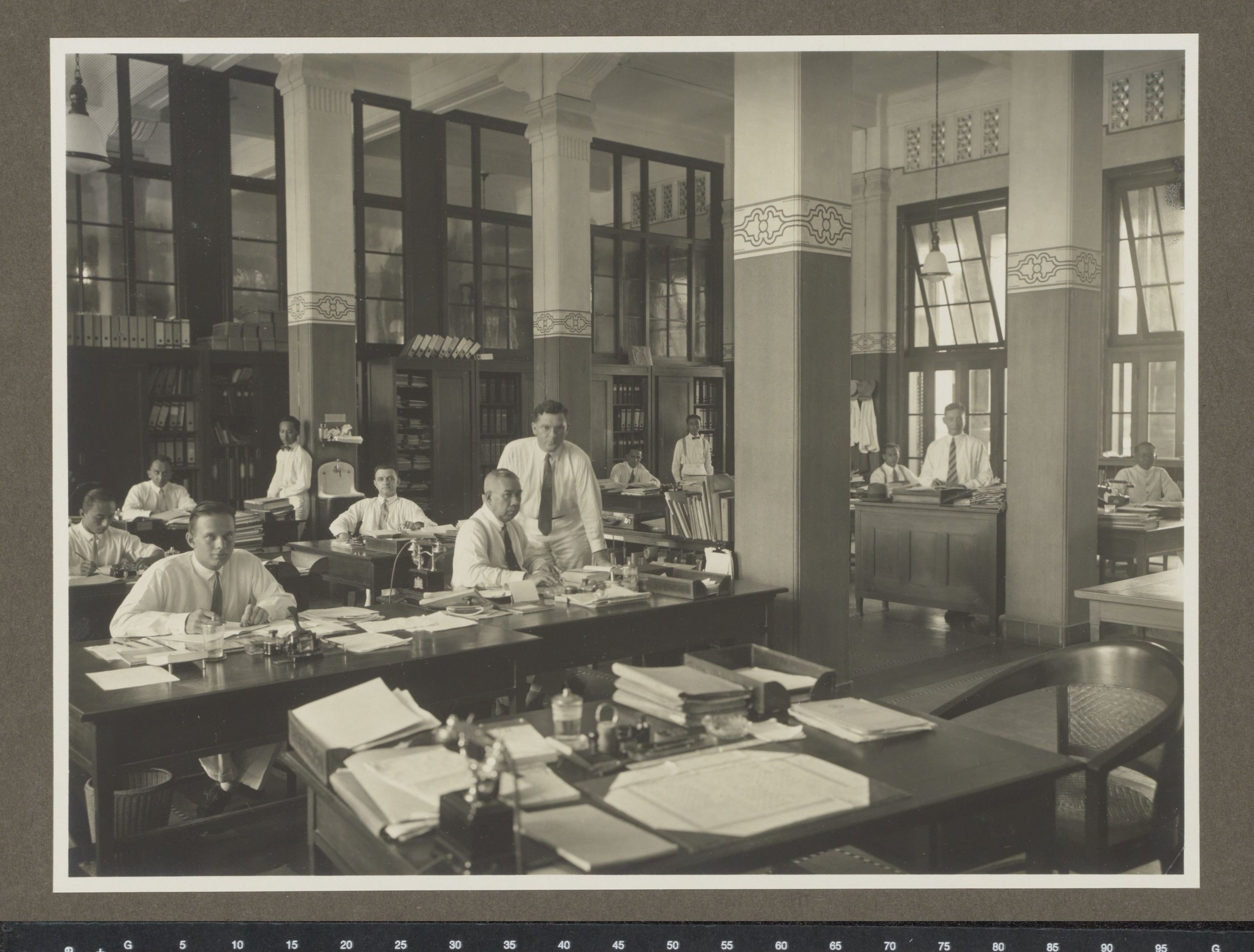
Bestelafdeling, 1931